# إحصائيات انتشار حشرات الفراش
تنتشر حشرات الفراش أو بق الفراش في جميع أنحاء العالم. زادت معدلات الإصابة في البلدان المتقدمة مع انخفاضها من ثلاثينيات إلى ثمانينيات القرن الماضي بشكل كبير. كانت حشرات الفراش منتشرةً بشكل كبير قبل ذلك في الدول النامية، بينما كانت تندر في دول العالم المتقدم. قد تكون الزيادة في معدلات الإصابة بين دول العالم المتقدم ناجمة عن زيادة الانتقال والسفر بين الدول، ومقاومة المبيدات الحشرية، واستخدام طرق جديدة لمكافحة الآفات التي لا تؤثر على تلك الحشرات.
يُعتقد أن التراجع في أعداد حالات الإصابة حشرات الفراش بعد ثلاثينيات القرن العشرين في العالم المتقدم يرجع جزئيًا إلى استخدام مادة الدي دي تي لقتل الصراصير، التي تعتبر مفترسًا طبيعيًا لحشرات الفراش. وقد يكون اختراع المكنسة الكهربائية وتبسيط تصميم الأثاث له دور أيضًا. ويعتقد البعض الآخر أنه قد يكون ببساطة الطبيعة الدورية للكائن الحي.

## العالم المتقدم
تتزايد حشرات الفراش في أوروبا والولايات المتحدة وكندا وأستراليا. وقد ظهرات حالات عديدة مُصابة في مجموعة واسعة من المرافق في العالم المتقدم في السنوات الأخيرة بما في ذلك: الفنادق (من النُزُل إلى فنادق الخمس نجوم، والقطارات الليلية، والمنازل الخاصة، وسفن الرحلات البحرية، والمدارس، والمستشفيات، وملاجئ المشردين. كانت هذه الإصابات في بعض الأحيان من كلا النوعين من حشرات الفراش الشائعة والاستوائية. كما زادت معدلات الإصابة بزيادة التغطية الإعلامية. وشهدت شركات مكافحة الآفات أيضًا زيادة كبيرة في عدد المكالمات المتعلقة بحشرات الفراش خلال العقد الأول من القرن العشرين.

### المملكة المتحدة
تظهر أرقام من أحد أحياء لندن أن عدد حالات تفشي حشرات الفراش يتضاعف كل عام من 1995 إلى 2001. ويوجد دليل أيضًا على وجود دورة سابقة من حالات الإصابة بحشرات الفراش في المملكة المتحدة في منتصف الثمانينيات. في عام 2010، قدرت زيادة الإصابة في المملكة المتحدة بحوالي 24 ٪. وفي فصل الصيف الحار من عام 2018، تم الإبلاغ عن زيادة تفشي بق الفراش في مدن المملكة المتحدة بشكل لم يحدث منذ عام 2006، مع عدم وجود علامة على تغيرات مستوى المعيشة. من المُرجح أن يكون هذا بسبب ارتفاع درجات الحرارة. تم العثور على بق الفراش في المقاعد في حافلات لندن وقطارات مترو لندن.

### الولايات المتحدة الأمريكية
تم الإبلاغ عن انتشار بق الفراش في جميع الولايات الأمريكية الخمسين. أفادت الرابطة الوطنية لإدارة الآفات بالولايات المتحدة عن زيادة بنسبة 71% في حالات الإصابة بحشرات الفراش بين عامي 2000 و 2005. زعمت شركة مجموة ستيريتيك Steritech Group، وهي شركة لمكافحة الآفات ومقرها في شارلوت، بولاية كارولاينا الشمالية، أن 25% من 700 فندق قاموا بمسحها بين عامي 2002 و 2006 كانت بحاجة إلى العلاج من بق الفراش. أدى الانبعاث إلى قيام وكالة حماية البيئة الأمريكية بعقد قمة وطنية لمكافحة حشرات الفراش في عام 2009.
ارتفع عدد الحوادث المبلغ عنها في مدينة نيويورك من 500 في عام 2004 إلى 10000 في عام 2009 كان معظمها في منطقة بروكلين. وفي أغسطس 2010 عُثر على بق الفراش في مبنى ايل فاشونيت في مدينة نيويورك. بعد الإصابة المشتبه بها، استُخدم كلب صيد تم تدريبه على استنشاق حشرات الفراش لتأكيد وجودها. طُلب من العاملين في المكتب العمل من المنزل أثناء معالجة المبنى. وعلى الرغم من الاعتقاد إلى حد كبير أنه لا يسبب سوى مشاكل في البيئات الأقل صيانة والقذرة، إلا أن هناك زيادة في حدوث بق الفراش في البيئات الداخلية ذات معايير الصيانة العالية.
تتحدث إحدى النظريات الحديثة حول ظهور بق الفراش أن تلك الحشرات لم تختفي بالأساس من الولايات المتحدة، ولكنها ربما أُجبرت على البحث عن مضيفين بديلين. كان هذا متمشيًا مع العثور على الحمض النووي لبق الفراش بلا أي أدلة تطورية. وعلاوةً على ذلك، وجد الباحثون أعدادًا كبيرة من بق الفراش في منشآت الدواجن في أركنساس. قد ينشر عمال الدواجن في هذه المنشآت بق الفراش، وينقلونها عن غير قصد إلى أماكن إقامتهم وأماكن أخرى بعد مغادرتهم العمل.
في نوفمبر 2016، أشار تقرير إعلامي إلى أنه تم اكتشاف بق الفراش الاستوائي، الذي تم استئصاله من الولايات المتحدة خلال الحرب العالمية الثانية في مقاطعة بريفارد بولاية فلوريدا، وكان من المتوقع أن ينتشر في داخل الولايات المتحدة.

### كندا
أصبح تفشي حشرات الفراش مشكلة متزايدة في البيئات الحضرية. في دراسة أجريت في تورنتو بكندا، كان متوسط عدد المعالجات المطلوبة لكل موقع متضرر أعلى في النُزل والفنادق وملاجئ المشردين ومنازل السكن. تشمل الأسباب لهذه الزيادة في معدل حدوث الحالات زيادة السفر والتنقل حول العالم، وارتفاع أسعار السكن، والتردد في استخدام المبيدات الحشرية بسبب المخاوف المتعلقة بالسمية ومقاومة مبيدات الحشرات. تم مسح 65 مأوى للمشردين في تورنتو ووُجد أن حوالي 31% منها مصاب ببق الفراش.

## العالم النامي
كانت بق الفراش من الناحية التاريخية مشكلة خاصة في البلدان المتقدمة التي تحدث فيها في كل من المناطق الريفية والمناطق الحضرية المرتبطة بالاكتظاظ.

## روابط خارجية
- Biology & Anatomy of Bed Bugs Official NPMA information on bed bug biology, life cycle and feeding habits
- toronto bed bug exterminator reviews